# Artis the Spoonman
Artis the Spoonman (Kodiak, 3 de outubro de 1948) é um artista de rua estado-unidense de Seattle, Washington, que usa colheres como instrumentos musicais. Ele também consegue tocar duas flautas simultaneamente com seu nariz, e fazer uma variedade de coisas incríveis com bolhas.
A canção "Spoonman", lançada pela banda estadunidense de rock Soundgarden no álbum Superunknown, de 1994, é sobre ele. Ele tocou as colheres na canção, assim como apareceu no videoclipe.
Artis também dividiu o palco e estúdio com Frank Zappa. Sua canção "Wake Up Call" começa a compilação de 1994 Northwest Post-Grunge. Ele fez aparições na televisão na BBC e Late Night with David Letterman, entre outros.